# For Mattia

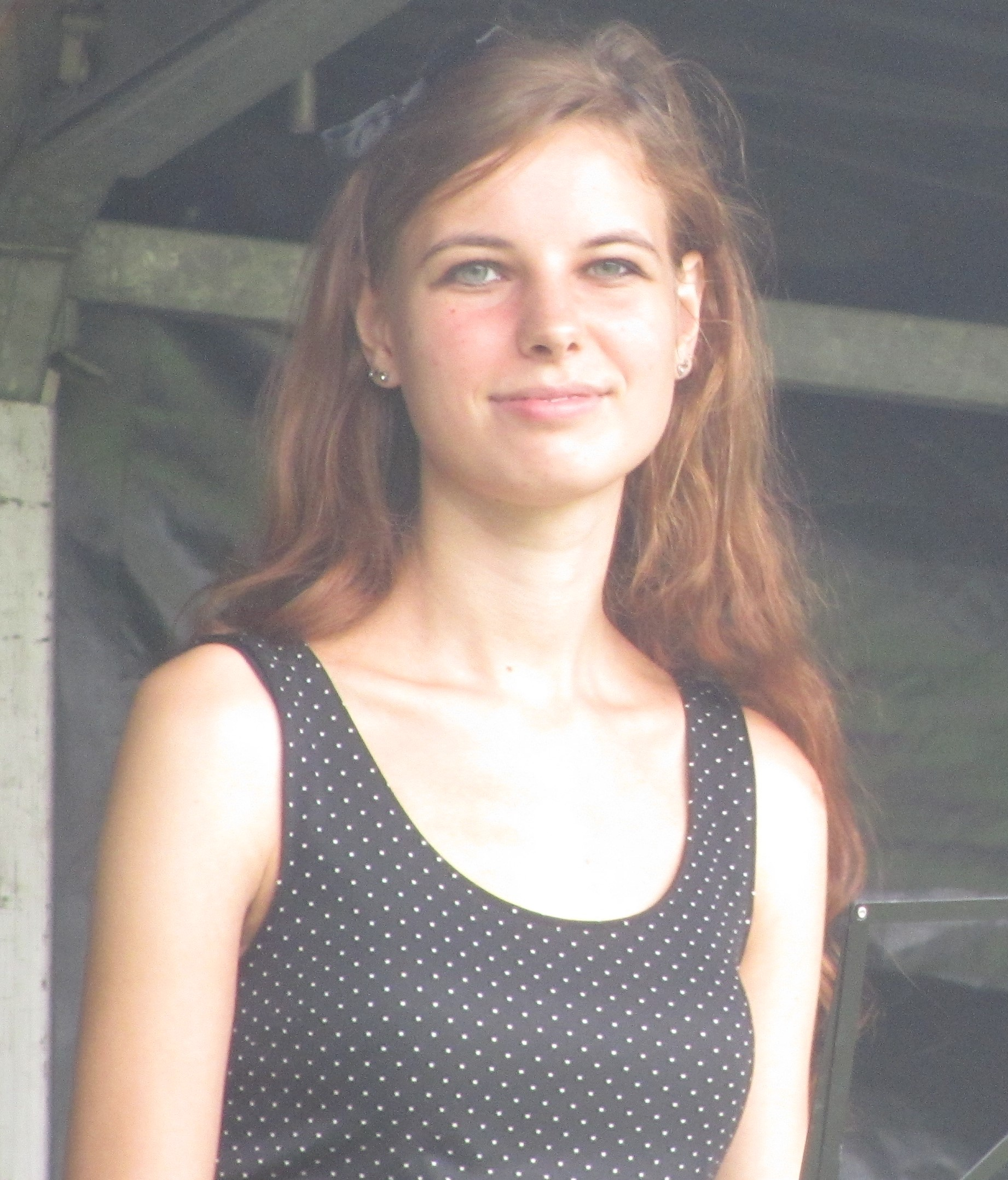
Mattia Muilwijk in 2014

For Mattia is een eigentijds klassiek muziekstuk voor piano uit 2017 van de Nederlandse componist Douwe Eisenga, en staat op het gelijknamige album uit 2019. Het muziekstuk staat sinds de uitgave onafgebroken in de jaarlijks uitgezonden Klassieke Top 400 van NPO Klassiek. Ook zijn er onder meer uitvoeringen voor harpmuziek en voor vibrafoon.
In 2019 werd het stuk opgevoerd bij een optreden van Freek de Jonge, en in 2021 speelde Douwe Eisenga een ingekorte versie in het tv-programma Matthijs gaat door, en Eisenga speelde het ook in de Grote Zaal van het Koninklijk Concertgebouw in Amsterdam tijdens Piano Nights: de mooiste pianomuziek van alle tijden. Het muziekstuk wordt inmiddels wereldwijd uitgevoerd.
Het stuk is tonaal georiënteerd en het heeft een bijna klassieke sonatevorm, met iets over de helft een paar seconde stilte. De muziek is op een bepaalde manier gelaagd, er is ruimte om er je eigen dingen in te horen. Het bevat elementen van minimalistische muziek en de muziekstijl wordt vergeleken met die van Philip Glass en Arvo Pärt.

## Achtergrond
Douwe Eisenga werd in 2017 benaderd door de ouders van Mattia Muilwijk (1989-2015), die door zelfdoding om het leven was gekomen, met de vraag of hij een muziekstuk voor hun overleden dochter wilde schrijven. Net als ‘Für Elise’ bijvoorbeeld. 
Douwe Eisenga zegt over het componeren van het muziekstuk: “Ik wilde de mooiste pianomuziek ter wereld schrijven. Geloof me, als je nou wil blokkeren, moet je dat als doel stellen." "Ik heb drieënhalve week gezocht naar materiaal. Maar daarna stond het stuk in een dag of vier op papier." Mattia's ouders schreven over het resultaat: "De muziek past Mattia als een prachtige jas. Er zitten zwaardere delen in, en tegelijk lijkt het alsof haar leven danst op de muziek." 
De première van het stuk vond plaats in september 2017, in de Domkerk in Utrecht, bij de expositie Om Mattia en de anderen, waarvoor de ouders van Mattia (Katja Bosch en Janpeter Muilwijk, beide kunstenaars) schilderijen zijn gaan maken over het gat dat haar zelfdoding in hun leven sloeg.

## Klassieke Top 400
De Klassieke Top 400 wordt jaarlijks uitgezonden door NPO Klassiek (tot 2023: NPO Radio 4, en tot en met 2019 heette deze lijst de Hart & Ziel Lijst.)
| Jaar    | 2017 | 2018 | 2019 | 2020 | 2021 | 2022 | 2023 | 2024 |
| ------- | ---- | ---- | ---- | ---- | ---- | ---- | ---- | ---- |
| Positie | 53   | 49   | 123  | 381  | 99   | 59   | 74   | 82   |

## Album

### Deel I: For Mattia (Originele versie)
In 2019 verscheen het album For Mattia, waarvan dit muziekstuk het eerste nummer is. VPRO's muziekprogramma 3voor12 noemde het een meesterwerk. In deze eerste versie bevat het album negen pianostukken:
1. For Mattia*
2. Summit
3. The opposite
4. Gentleman
5. Julia**
6. Pendulum waves
7. The cooper
8. Carried away
9. On the edge

### Deel II: For Mattia - The Complete Recordings
Op 4 september 2024 verscheen een uitgebreidere versie als dubbel-cd met daarop onder meer zeven pianostukken die waren opgenomen in 2019 maar nog niet op Deel I zijn verschenen. 
1. Corn
2. Beguine
3. Mike Juliett Hotel Mike
4. Julia - Rework**
5. The Rider
6. Father
7. The Cooper - Rework
8. The Beggar
9. The Funny Laugh of Jackelin
10. Julia - Pim van de Werken Remix**
11. For Mattia - Single Edit*

* opgedragen aan Mattia Muilwijk
** Julia was Mattia's tweede naam. Dit nummer is voortgekomen uit de eerste versie van For Mattia.